# Étampes
Étampes là một xã trong vùng đô thị Paris, thuộc tỉnh Essonne, vùng hành chính Île-de-France của nước Pháp, có dân số là 26.604 người (thời điểm 1999).

## Các thành phố kết nghĩa
- Borna, Đức

## Những người con của thành phố
- Anne de Pisseleu d'Heilly, (1508-1547), người yêu của vua François I
- Diane de Poitiers, (1499-1566), nữ công tước của Etampes từ 1553
- Basile Fleureau, (1612-1668), sử gia
- Jean-Étienne Guettard, (1715-1786), nhà nghiên cứu tự nhiên, bác sĩ
- Étienne Geoffroy Saint-Hilaire (1772-1844), nhà nghiên cứu tự nhiên
- Abel Dufresne, (1788-1872), nhà văn
- Isidore Geoffroy Saint-Hilaire (1805-1861), nhà nghiên cứu tự nhiên, người thành lập Société d'acclimatation và Jardin d'acclimatation trong Bois de Boulogne.
- Narcisse Berchère (1819-1891), họa sĩ
- Elias Robert, (1819-1874, họa sĩ, nhà điêu khắc
- Félix Giacomotti, (1828-1909), họa sĩ
- Léon Marquis, (1843-1905), sử gia
- Louise Abbéma, (1858-1927), họa sĩ
- Rose Chéri, nữ diễn viên, (1824 - 1861)
- Anna Chéri, nữ diễn viên
- Philippe Legendre-Kvater và Patricia Legendre-Kvater, họa sĩ
- Christian Binet, vẽ tranh minh họa
- Olivier Soulliaert, họa sĩ của L'École de peinture d'Étampes
- Brigitte Jacquot, nữ ca sĩ.